# حفل توزيع جوائز الأوسكار الخامس عشر
حفل توزيع جوائز الأوسكار الخامس عشر (بالإنجليزية: 15th Academy Awards)‏ هو حدث نظمته أكاديمية فنون وعلوم الصور المتحركة لتكريم أفضل الأفلام لسنة 1942. أقيم الحفل بتاريخ 4 مارس، 1943 في كوكونت غروف، فندق ذا إمباستور، لوس أنجلوس، كاليفورنيا، وقدّمه بوب هوب. في هذه الدورة، فاز فيلم السيدة مينيفر بجائزة أفضل فيلم، وحاز الممثّل جيمس كاغني على جائزة أفضل ممثّل، ونالت الممثلة غرير غارسون جائزة أفضل ممثّلةٍ، وكانت جائزة الأوسكار لأفضل مخرج من نصيب المخرج ويليام وايلر.
أكثر الأفلام ترشيحاً للحصول على جوائز كان فيلم السيدة مينيفر حيث تلقّى 12 ترشيحاً، وكان كذلك أكثرها فوزاً حيث فاز بـ 6 جوائز.

## الجوائز
- جائزة أفضل فيلم:

السيدة مينيفر
- جائزة أفضل مخرج:

ويليام وايلر
- جائزة أفضل ممثّل:

جيمس كاغني
- جائزة أفضل ممثّلة:

غرير غارسون
- جائزة أفضل ممثّل مساعد:

فان هيفلن
- جائزة أفضل ممثّلة مساعدة:

تيريزا رايت
- جائزة أفضل سيناريو مقتبس:

السيدة مينيفر
- جائزة أفضل موسيقى تصويريّة:

الآن، لنسافر - يانكي دودل داندي
- جائزة أفضل تأثيرات بصريّة:

حصد الرياح العاتية
- جائزة أفضل خلط أصوات:

يانكي دودل داندي - وارنر برذرز

## وصلات خارجية
- حفل توزيع جوائز الأوسكار الخامس عشر على موقع IMDb (الإنجليزية)
- حفل توزيع جوائز الأوسكار الخامس عشر على موقع ميوزك برينز (الإنجليزية)
- الموقع الرسمي لجوائز الأكاديمية.
- الموقع الرسمي لأكاديمية فنون وعلوم الصور المتحركة.
- قناة جوائز الأوسكار على موقع يوتيوب (تُديره أكاديمية فنون وعلوم الصور المتحركة).
- مقتطفات فيديو من أكاديمية فنون وعلوم الصور المتحركة.